# Lidové hnutí 13. května

Lidové hnutí 13. května, franc. Mouvement populaire du 13-Mai, nazývané také MP-13, byla francouzská politická strana ze začátku období V. republiky. Založil ji v roce 1958 francouzský generál Lionel-Max Chassin. Její ideologickým programem byla obrana práv francouzských kolonistů v Alžírsku, které bylo v té době departementem Francouzské republiky. Přirozeným politickým protivníkem této strany byl alžírský FNO (Fronta národního osvobození), franc. FLN – Front de Libération nationale (Algérie).
Dalším spoluzakladatelem byl Robert Martel, francouzský kolonista a občanský aktivista, který se podílel na státním puči 13. května 1958 v Alžírsku. Byl protivníkem generála de Gaulla.
V 1960, Robert Martel, Henri Martin a Maurice Crespin byli na příkaz alžírského ministra zatčeni. Robert Martel a tři jiní organizátoři museli ustoupit do ilegality a hnutí upadlo do zapomnění. Většina jeho členů se ocitla mezi zakladateli OAS – Organizace tajné armády.